# Panela
La panela és un sucre de canya integral sense refinar, típic d'Amèrica Llatina. És una forma sòlida de sacarosa derivada de l'ebullició i l'evaporació del suc de canya de sucre. La panela és coneguda amb altres noms a Amèrica Llatina, com ara chancaca a Xile, Bolívia i Perú, piloncillo a Mèxic (on panela fa referència a un tipus de formatge, queso panela). Igual que el sucre roig, hi ha dues varietats de panela; un és més clar (blanc) i un altre més fosc. Sense refinar, s'usa habitualment a Mèxic, on fa almenys cinc-cents anys que existeix. Elaborat amb canya de sucre triturada, s'arreplega el suc, es bull i s'aboca en motlles, on s'endureix en blocs. És similar al jaggery, que s'usa al sud d'Àsia. Tots dos es consideren sucres de canya no centrífugs.
La panela es ven en moltes formes, incloent-hi els blocs líquids, granulats i sòlids, i es fa servir en la conservació d'aliments, així com en rebosteria, refrescs, pastisseria i producció de vinagre, cervesa i vi.

## Noms regionals
- Chancaca a Bolívia, Xile i Perú; també és el nom d'una salsa dolça feta amb això.
- Dulce de panela o dulce de atado[3] a El Salvador
- Đường phên al Vietnam
- Nam oy a Laos
- Panela a Colòmbia, Equador i Veneçuela
- Panocha a l'estat mexicà de Sinaloa i les Filipines
- Papelón a Veneçuela
- Uluru Dust a Austràlia
- Piloncillo ("petit piló", anomenat així per la forma del con) a Mèxic i Espanya[4]
- Rapadou a Haití
- Rapadura a l'Argentina, Brasil, Cuba, Guatemala, Hondures, Panamà, Paraguai i la República Dominicana
- Raspadura a Cuba, Equador, Panamà i Uruguai
- Tapa de dulce o Dulce (de tapa) a Costa Rica i Nicaragua

## Economia

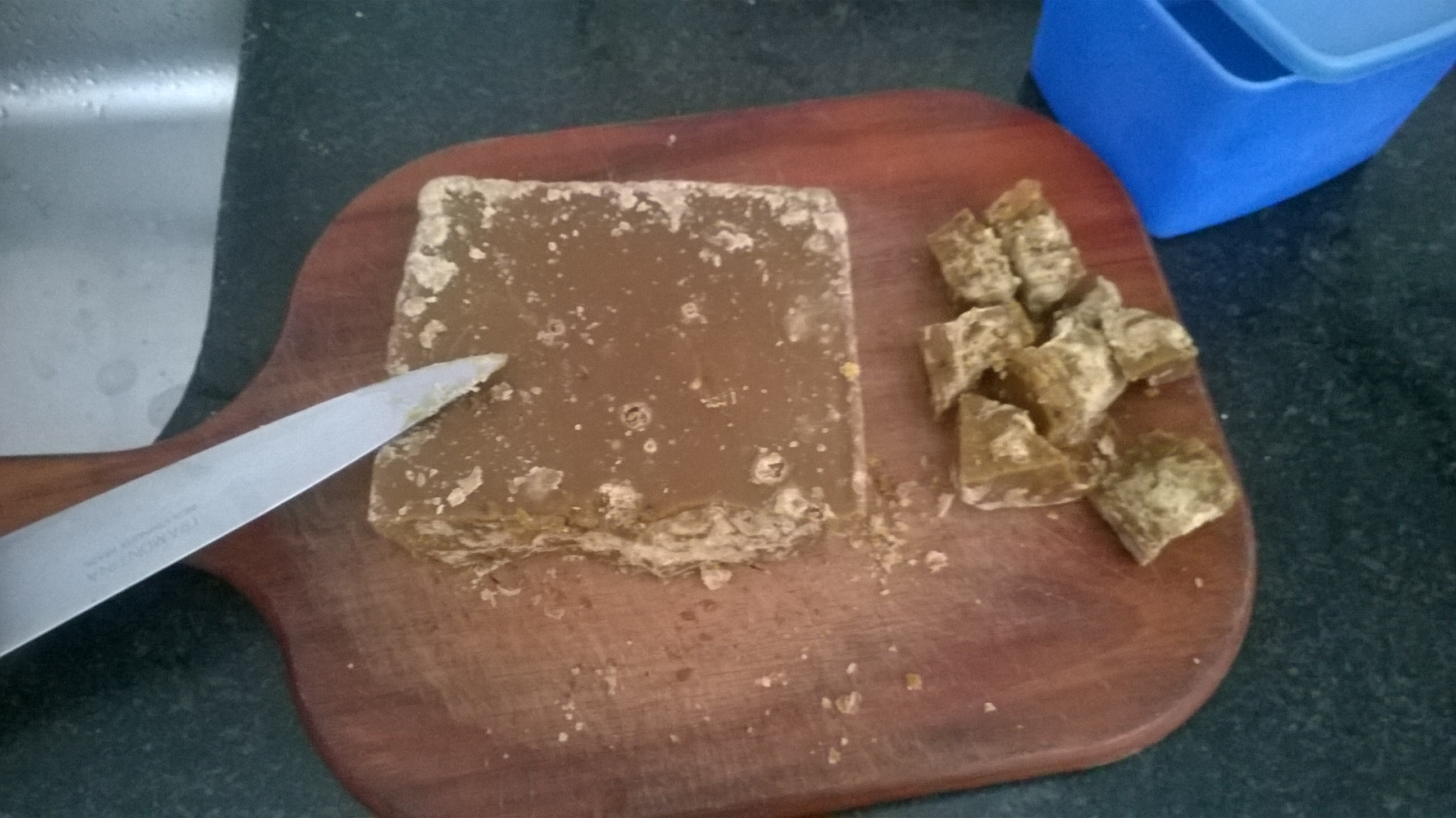
Rapadura brasilera en rajola

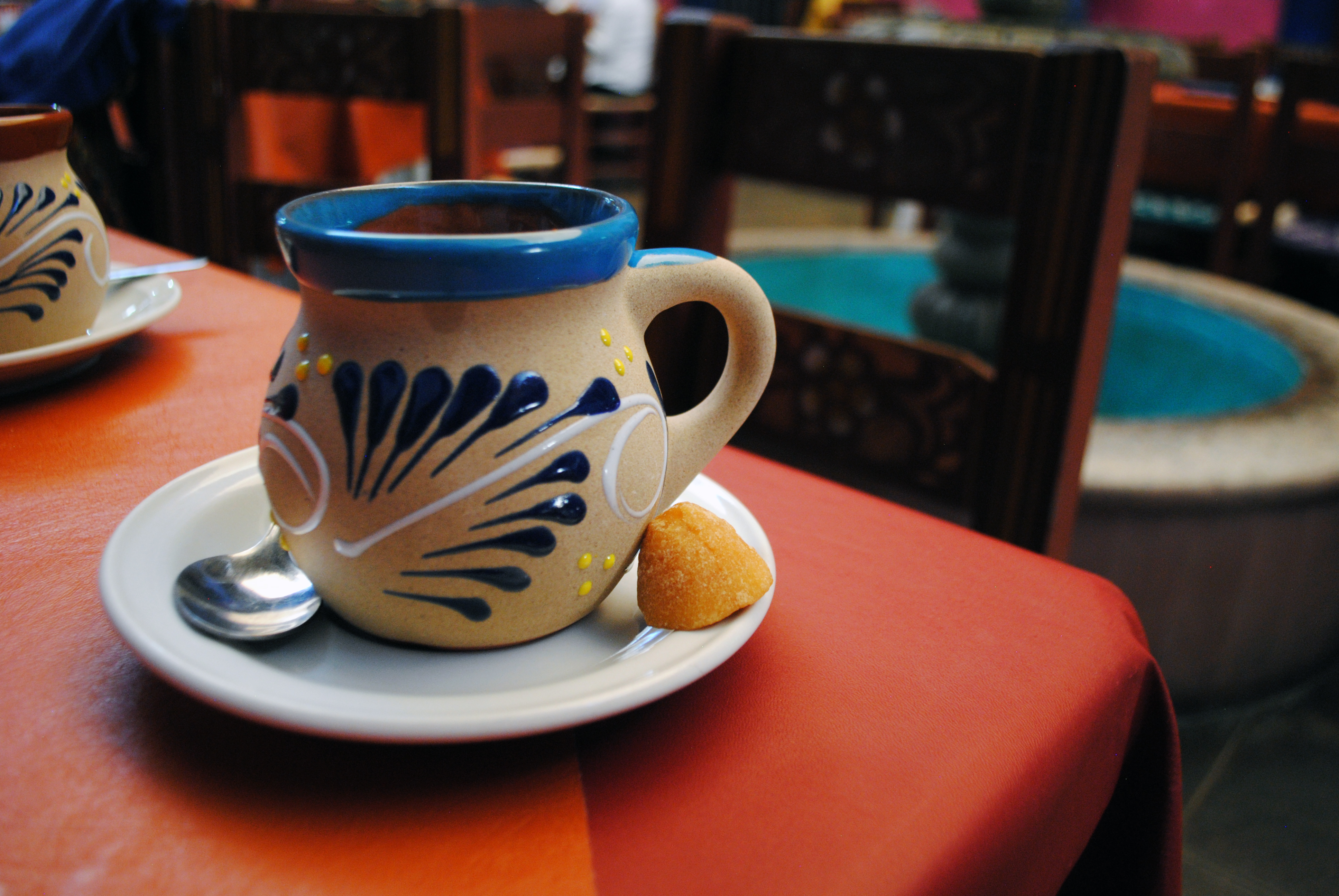
Café de olla mexicà servit amb un tros de piloncillo

El principal productor de panela és Colòmbia (uns 1,4 milions de tones a l'any), on la producció de panela és una de les activitats econòmiques més importants, amb l'índex de consum de panela per càpita més alt de tot el món. La panela també es produeix a l'Equador, Guatemala, Mèxic, Panamà, el Perú, Xile, Veneçuela, Brasil i Bolívia (on s'anomena chankaka o empanizao).
A Colòmbia, la indústria de la panela és una important font d'ocupació, amb unes 350.000 persones treballant en prop de 20.000 trapiches (granges de panela). L'any 2003, la canya de sucre colombiana va aportar el 4,2% del valor de la producció agrícola (sense comptar el cafè) i l'1,9% de l'activitat agrícola nacional d'aquest país. Aquell any, va ser novè en aportacions al valor de la producció.
De la mateixa manera, representa el 10,7% de la superfície de conreus permanents i el 6,2% de la superfície total conreada a Colòmbia, sisè lloc entre els conreus del país, només per darrere del cafè, el blat de moro, l'arròs, el plàtan i el cotó. Aquest producte es produeix principalment en l'economia rural, l'economia bàsica de 236 municipis en dotze departaments nacionals.
Es calcula que unes 70.000 unitats agrícoles conreen canya de sucre per a molins, que generen més de 25 milions anualment en salaris, i donen feina a unes 350.000 persones, o el 12% de la població rural econòmicament activa. Això la converteix en el segon ocupador més gran després de la producció agrícola de cafè.
Mundialment, els colombians són els majors consumidors de canya de sucre, amb més de 34,2 kg per càpita. En la mesura que és un edulcorant de baix cost amb importants aportacions de minerals i traces de vitamines, la ingesta elevada es produeix principalment en estrats. El consum de panela representa el 2,18% de la despesa en alimentació, i en algunes zones representa fins al 9% de la despesa alimentària en els sectors de renda baixa.

## Procés de fabricació i obtenció de la panela
Per a produir la panela, cal un suc obtingut d'una canya de sucre madura, amb alt contingut de sacarosa lliure de substàncies exteriors que no provinguin d'aquesta. El suc es cou a altes temperatures fins a formar una melassa densa; després es passa a uns motlles en diferents formes, principalment de prisma rectangular o de casquet esfèric, on es deixa assecar fins que se solidifica.
L'elaboració de la panela, en general, es fa en petites fàbriques comunament denominades trapiches, en processos d'agroindústria rural que involucren múltiples treballadors agrícoles i operaris de procés. A Colòmbia s'estima l'existència d'aproximadament 20.000 trapiches paneleros, que vinculen directament i indirectament prop de 350.000 persones en les activitats de cultiu de la canya, elaboració de la panela i la comercialització a les àrees rurals i els centres urbans.
En el procés s'usen tres atuells de coure o bronze. El primer atuell és on comença la cocció del líquid provinent de la canya (guarapo no fermentat); en el segon atuell es va traspassant l'escuma i altres impureses del bulliment de la primera; i així consecutivament de la segona a la tercera. El tercer atuell és el de menor qualitat i amb més porositat en estat sòlid. El primer atuell —amb la millor qualitat— és un sòlid semitransparent de color marró clar, gairebé ataronjat, i de gran tremp. Cal una eina potent per a partir-la.

## Història de la panela
La canya de sucre, de la qual s'extreu el suc per a l'elaboració de la panela, és una gramínia tropical procedent del sud-est asiàtic.
Fou transportada al continent americà pels espanyols fa uns cinc segles. Es va sembrar per primera vegada en el 1519 en el territori que conforma avui en dia la República de Colòmbia.
Durant els segles XVI, XVII i XVIII, aquest cultiu va estar directament relacionat amb l'esclavitud humana. Milers de persones van ser capturades en Àfrica i venudes en els ports americans, per posteriorment ser obligats a treballar en les plantacions de la canya de sucre.
El sistema d'extracció del suc de la canya, es va realitzar durant molt de temps mitjançant la força humana i animal, fent girar dos cilindres que espremien les canyes per extraure el suc.

## Composició química
Sintetitzant, la panela està composta per:
- 84% de sacarosa
- 6% de glucosa
- 5% de fructosa
- 1% de proteïnes
- 0,5% de minerals, dels quals: calci, potassi, fòsfor, magnesi, coure, zinc i magnesi
- Vitamines: A, B (B1, B2, B3, B5, B6, B8 I B9) C, D i I

Com podem veure, aquest sucre es constitueix principalment d'hidrats de carboni, els quals són la principal font d'energia per nosaltres.
Però, ara bé, la composició química de la panela pot variar segons la varietat i el tipus de canya de sucre utilitzada. Tenint en compte això, aquí tenim aquestes taules que ens mostren la seva composició química completa:
| Contingut        | Valors          |
| Carbohidrats     | 83 - 95%        |
| Sacarosa         | 72 - 14%        |
| Sucres reductors | 3 - 14%         |
| Minerals         | 0,6 - 3%        |
| Calci            | 0,04 - 0,36%    |
| Clorur           | 0,2 - 0,34%     |
| Fòsfor           | 0,03 - 0,22%    |
| Potassi          | 0,1 -0,16%      |
| Sodi             | 0,006 - 0,03%   |
| Ferro            | 0,0025 - 0,020% |
| Zinc             | 0,002 - 0,0025% |
| Magnesi          | 0,008 - 0,136%  |

| Contingut                     | Valors         |
| Coure                         | 0,007 - 0,010% |
| Cobalt, Níquel I Molibdè      | 0,001 - 0,008% |
| Proteïna                      | 0,35% - 0,40%  |
| Nitrogen no proteic (mg/100g) | 19,6 - 42,9    |
| Nitrogen proteic (mg/100g)    | 13,7 - 17,6    |

| Vitamines                               | Mg/100g       |
| Tiamina                                 | 0,018 - 0,030 |
| Riboflavina                             | 0,042 - 0,07  |
| Niacina                                 | 3,92 - 4,50   |
| Vitamina C                              | 5,2 - 30      |
| Carotens, ug/100g                       | 155 - 168     |
| Compostos fenòlics                      | 280 - 320     |
| Grassa, ceres, pectina i àcids orgànics | 0,10 - 0,60%  |
| Humitat                                 | 3,9 - 7,2%    |

## Afirmacions sobre salut
Els fabricants i defensors de la panela afirmen que la substància és més saludable que el sucre refinat, i això suggereix que té beneficis immunològics, un índex glucèmic més baix i un contingut més elevat de micronutrients. Com assenyalen els autors de The Ultimate Guide to Sugars and Sweeteners, "encara és sucre", amb només una petita quantitat de vitamines i minerals, i hi ha poca recerca per a donar suport a altres afirmacions.

## Usos
La panela es va crear originalment com una manera més fàcil de transportar sucre.
S'usa per a fer chancaca. Al Perú, la chancaca s'usa en aliments típics com champús, picarones, la carabassa al forn i cochina de mazamorra . A Costa Rica s'empra en preparacions com la tapa de dulce i l'agua de sapo. A Xile, es fa servir en les sopaipillas dolces.
Un ús molt comú de la panela a Colòmbia és per a l'aguapanela, una de les begudes més consumides, i una important font de calories per als treballadors, especialment a les zones rurals. També s'usa en l'elaboració de guarapo i postres diverses. Com que és un bloc molt sòlid, algunes cases colombianes tenen una pedra de riu dura (la piedra de la panela) per a trencar la panela en trossos més petits i manejables. La panela es pot comprar als mercats, botigues de queviures locals i botigues en línia. En alguns llocs de la costa de Colòmbia, també s'usa per a chancacas.
Conegut com a piloncillo a Mèxic, es veu sovint en forma de petits cons truncats. Moltes postres mexicanes es fan amb piloncillo, com ara l'atole, lacapirotada, el champurrado i el flam. També es barreja amb diferents espècies, com l'anís, la caiena o la xocolata.
A les Filipines, panocha o en tagalog panutsá, s'usa tradicionalment com a ingredient per al latík i el kalamay, així com un menjar reconfortant que es menja directament.
A Veneçuela, és un ingredient essencial per a moltes receptes típic, encara que la producció de panela al país va caure abruptament al llarg del segle xx.